# Église Notre-Dame-des-Vertus de Ligny-en-Barrois
L’église Notre-Dame-des-Vertus, est située dans la commune française de Ligny-en-Barrois, dans la région administrative Grand Est, département de la Meuse.

## Histoire
C'est une église construite en 1552, dans un style gothique marqué par des formes Renaissance sur les deux portails latéraux. Elle a remplacé la première église paroissiale qui datait des XIIe et XIVe siècles a été détruite en 1544.
Cette église a été inscrite sur l'inventaire supplémentaire des monuments historiques le 28 décembre 1928.

## Description
Les deux chapelles latérales et le portail principal datent du XIXe siècle. L'église est surmontée d'un clocher carré avec tour qui abrite une cloche de bronze de 1505.
Les vitraux datent du XVIe siècle. La chaire est attribuée à l'école de Ligier Richier. L'église abrite également la sépulture de la Maison de Luxembourg-Ligny.
Son grand orgue est l'objet des soins d'une association locale : Les Amis de l'orgue.

## Mobiliers
- Cloche dite bourdon de l'an IX
- Ostensoir
- Mécanisme d'horloge
- Plaque funéraire (inscription funéraire) en mémoire des princes de Luxembourg.
- Statue-reliquaire de la Vierge Immaculée
- Clochette
- Ostensoir et couronne
- Reliquaire de sainte Jeanne de Valois
- Cloche
- Ornement liturgique blanc comprenant une chasuble, deux étoles, trois manipules, une bourse, un dalmatique, une *tunique
- Une des chapelles latérales contient une peinture sur soie de Notre-Dame-des-Vertus très vénérée à Ligny et dans tout le Barrois. L'origine et la datation de cette œuvre sont incertaines.

## Galerie

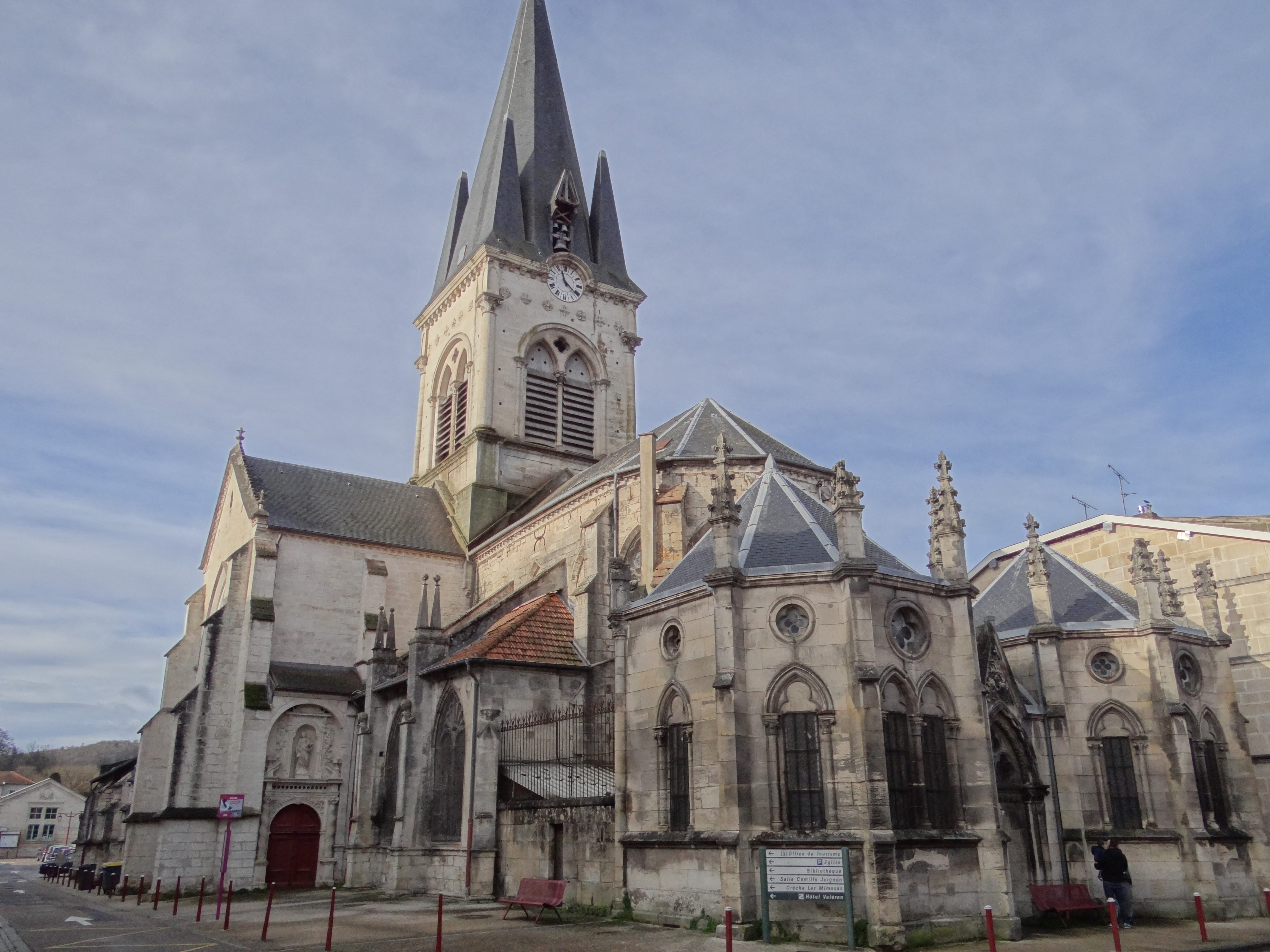
Chevet de l'église.
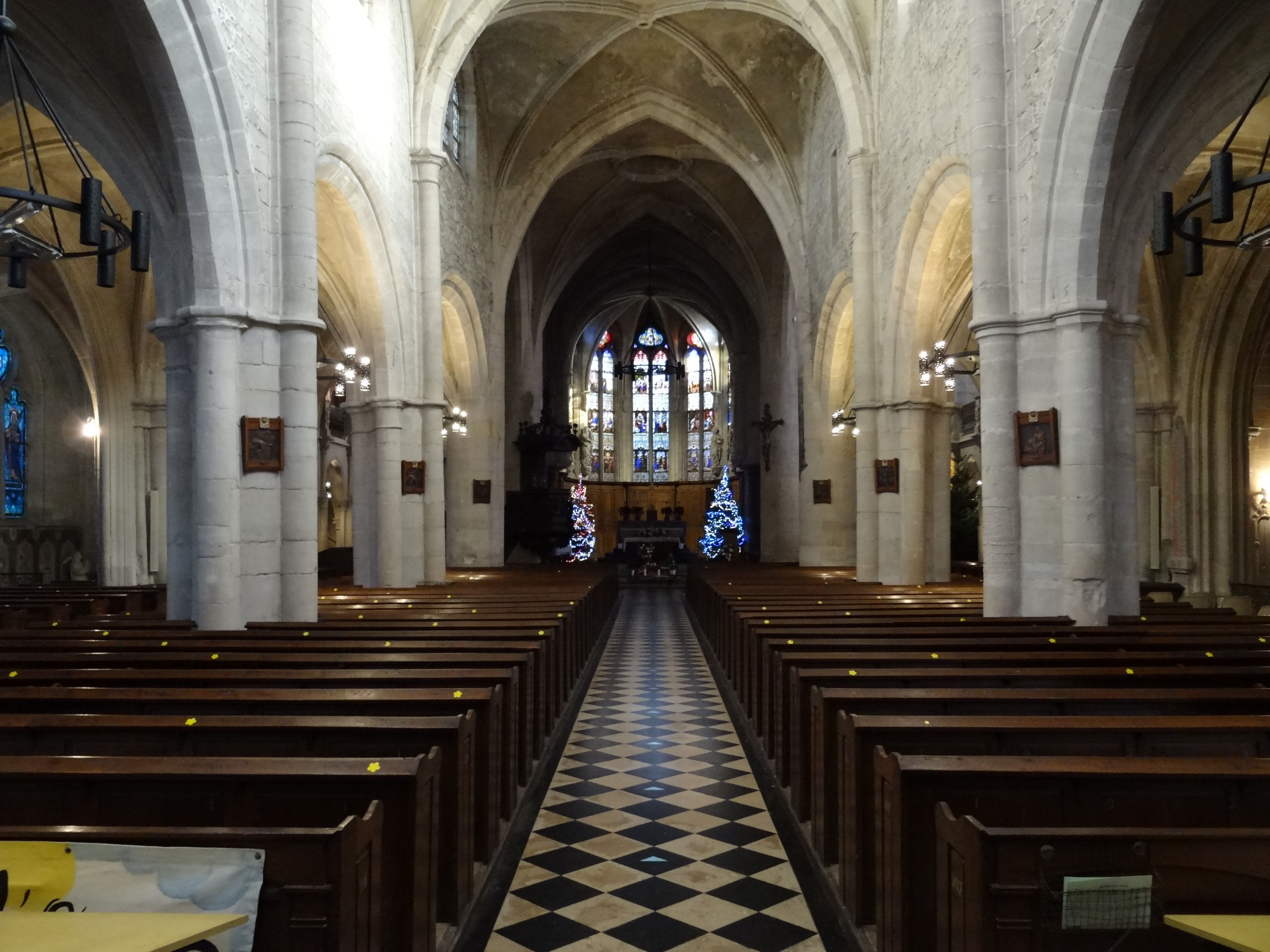
Nef de l'église.
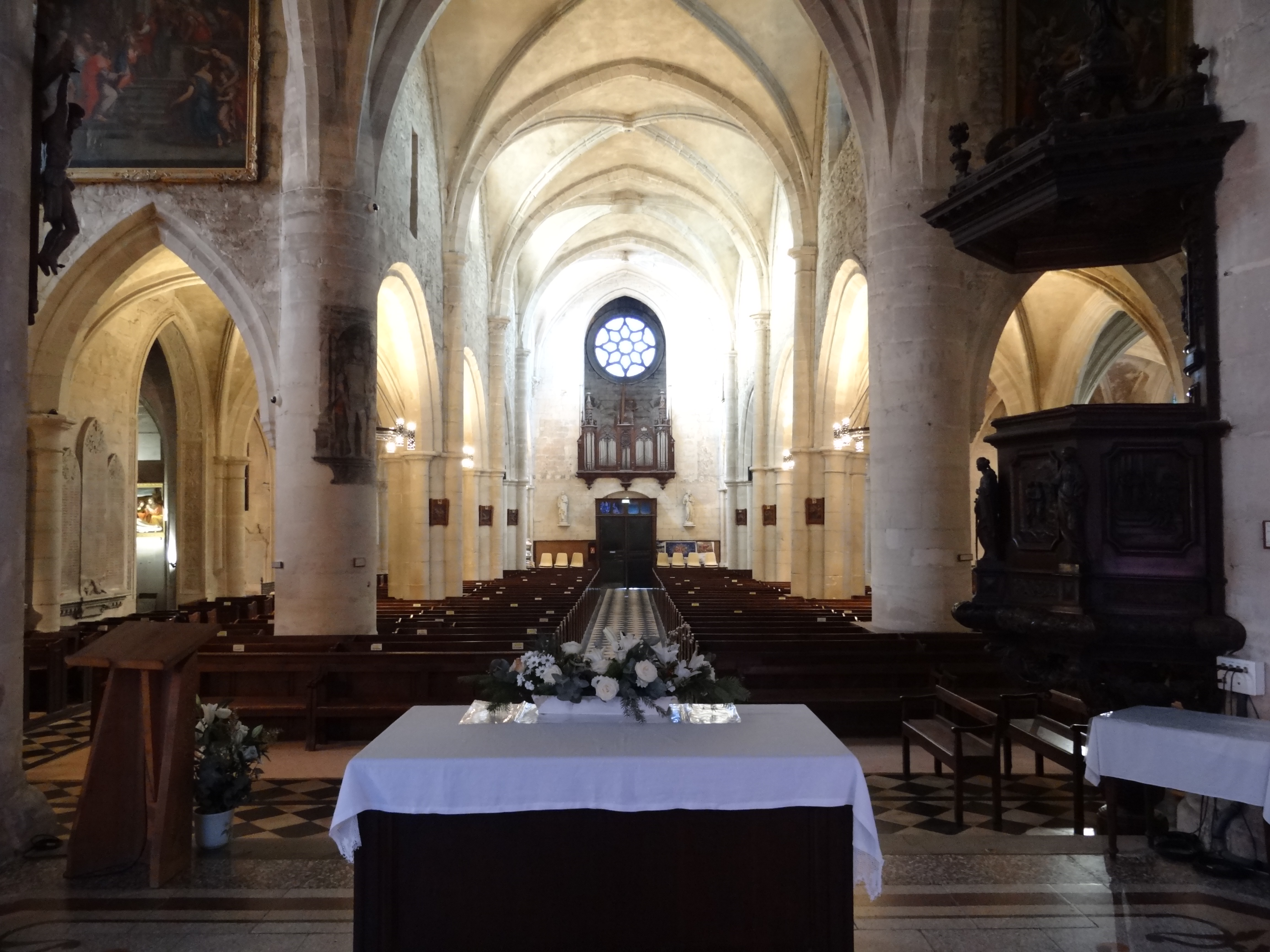
Nef de l'église.
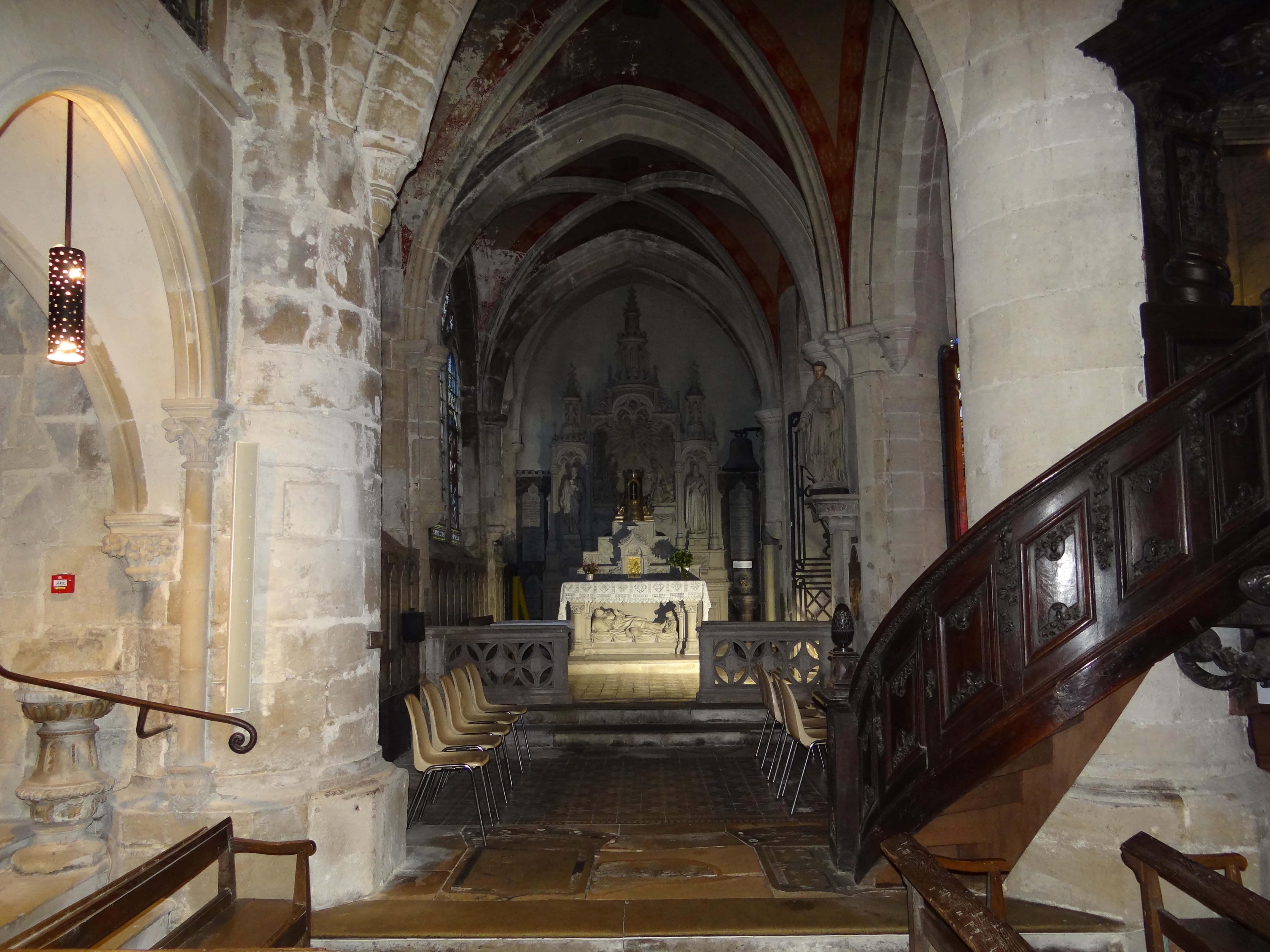
Chapelle du Bienheureux Pierre de Luxembourg.
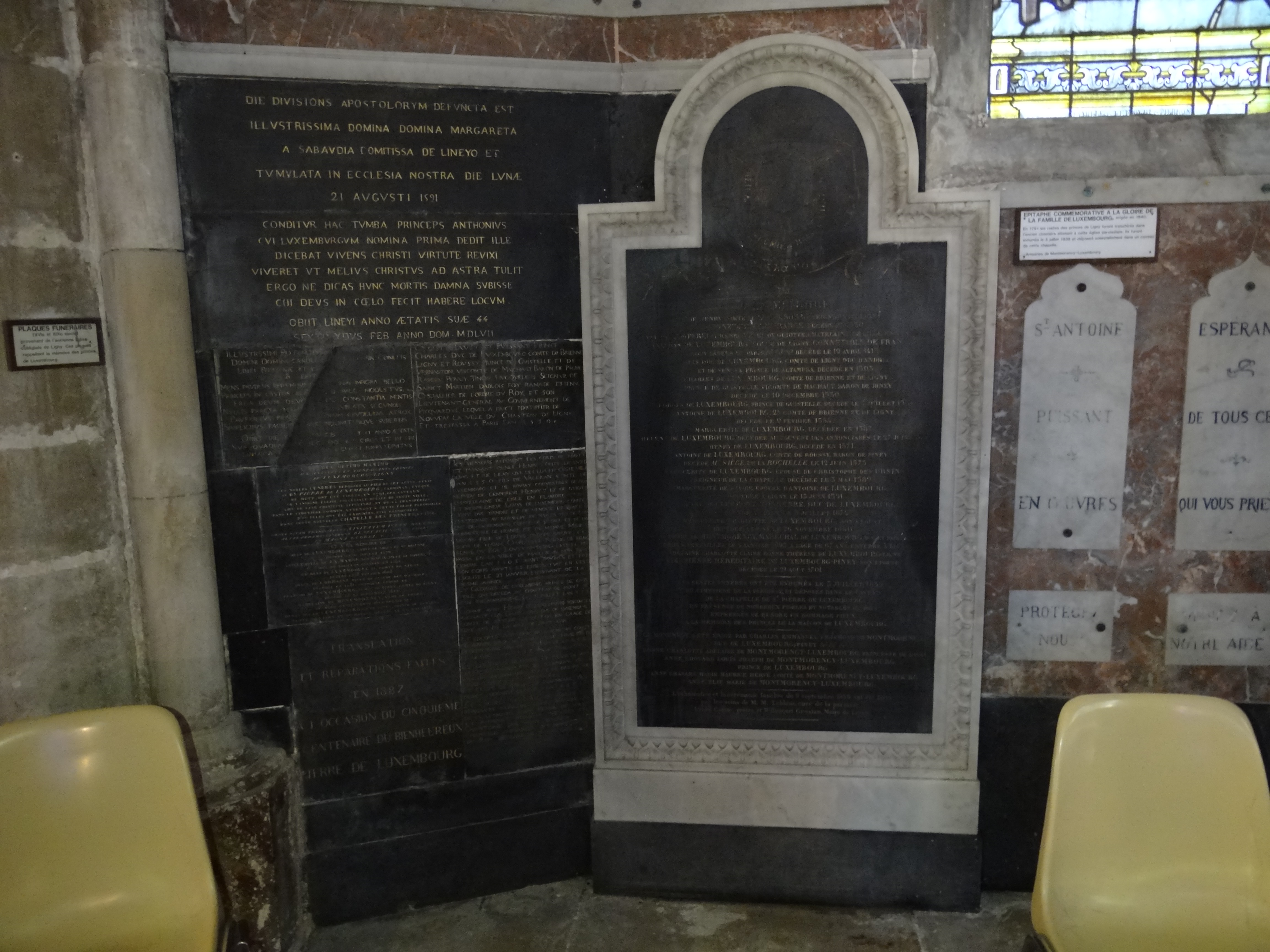
Plaques funéraires et commémoratives des princes de Luxembourg.
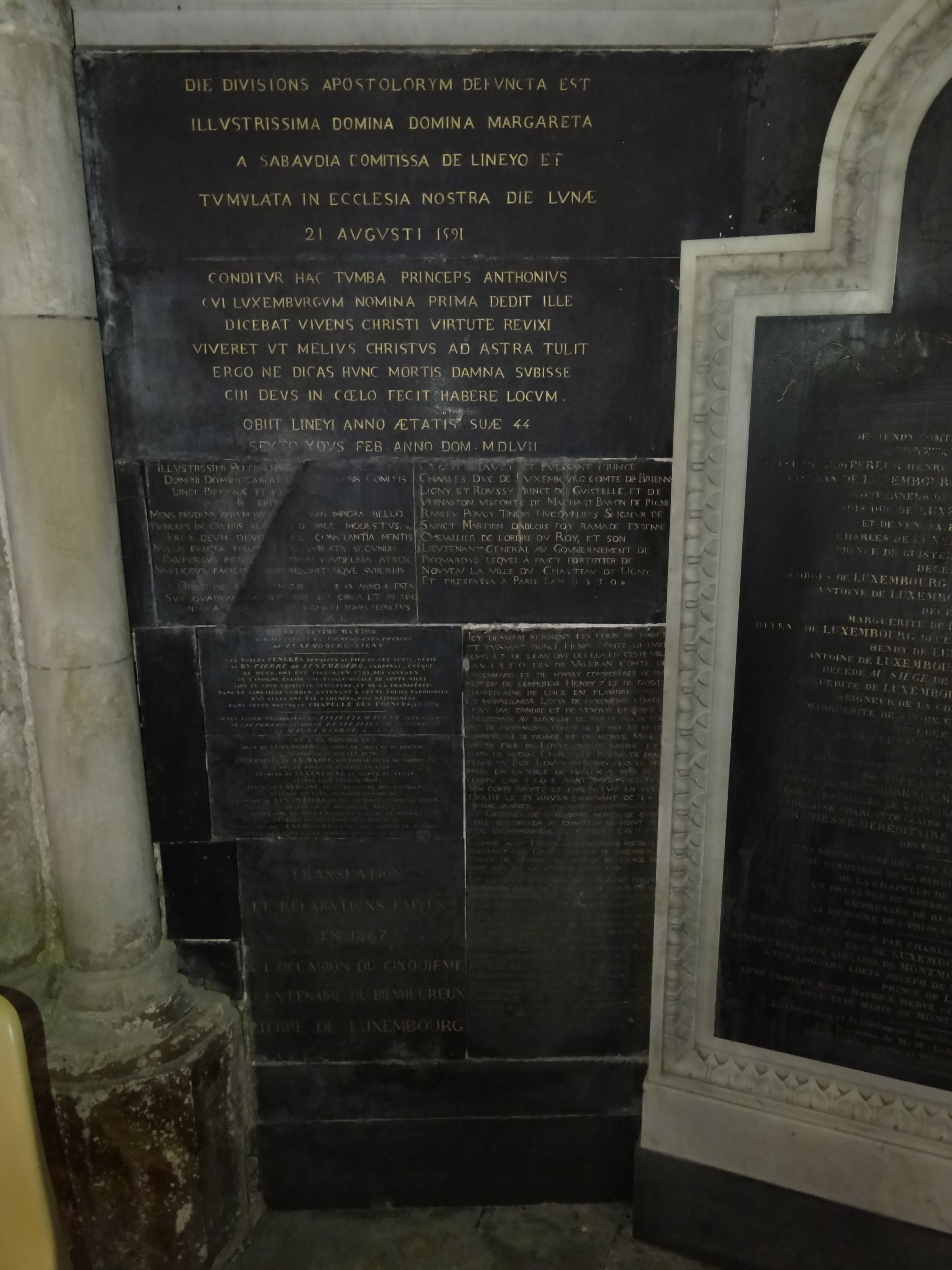
Plaques funéraires des princes de Luxembourg.
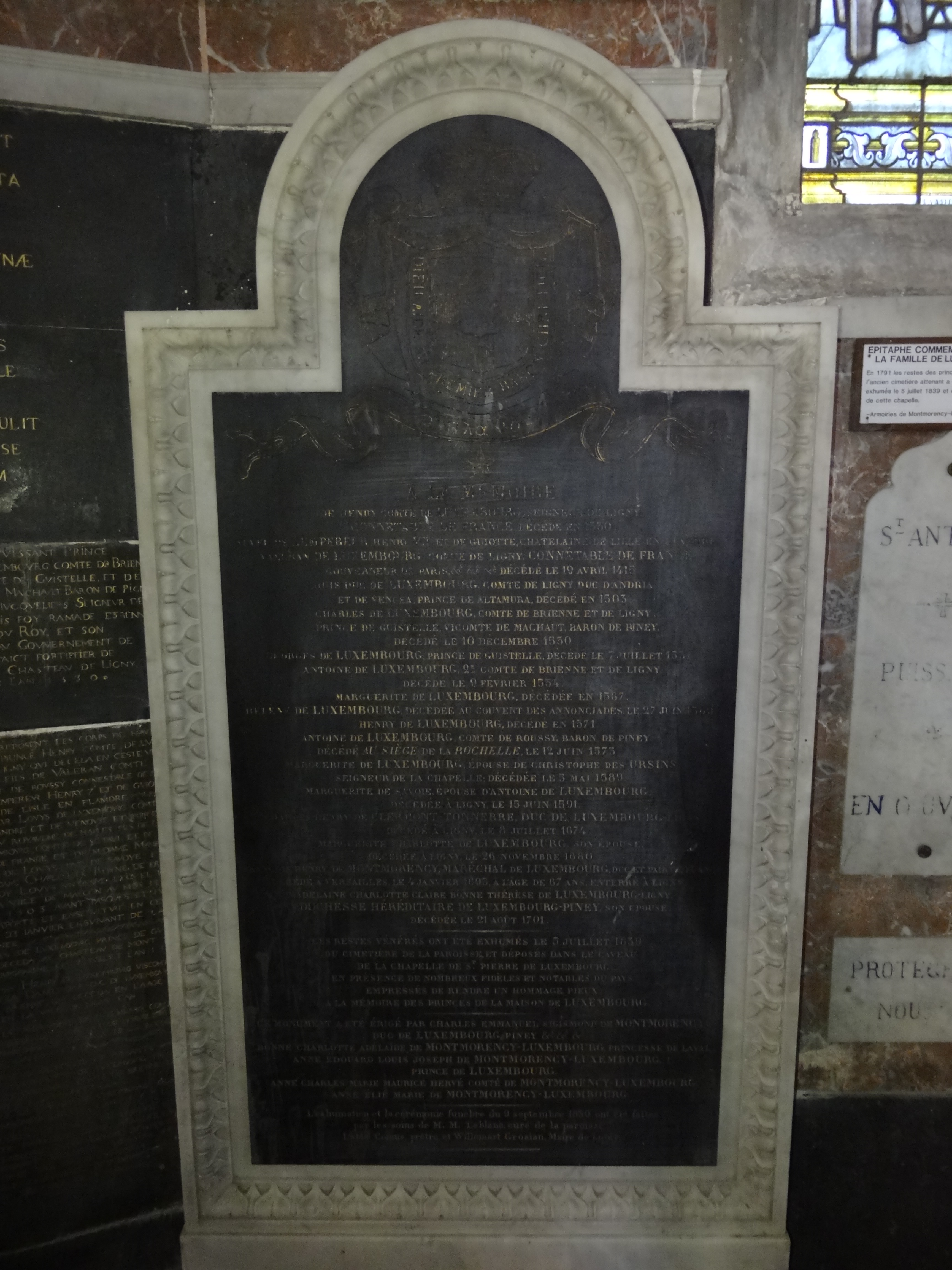
Plaque commémorative des princes de Luxembourg.
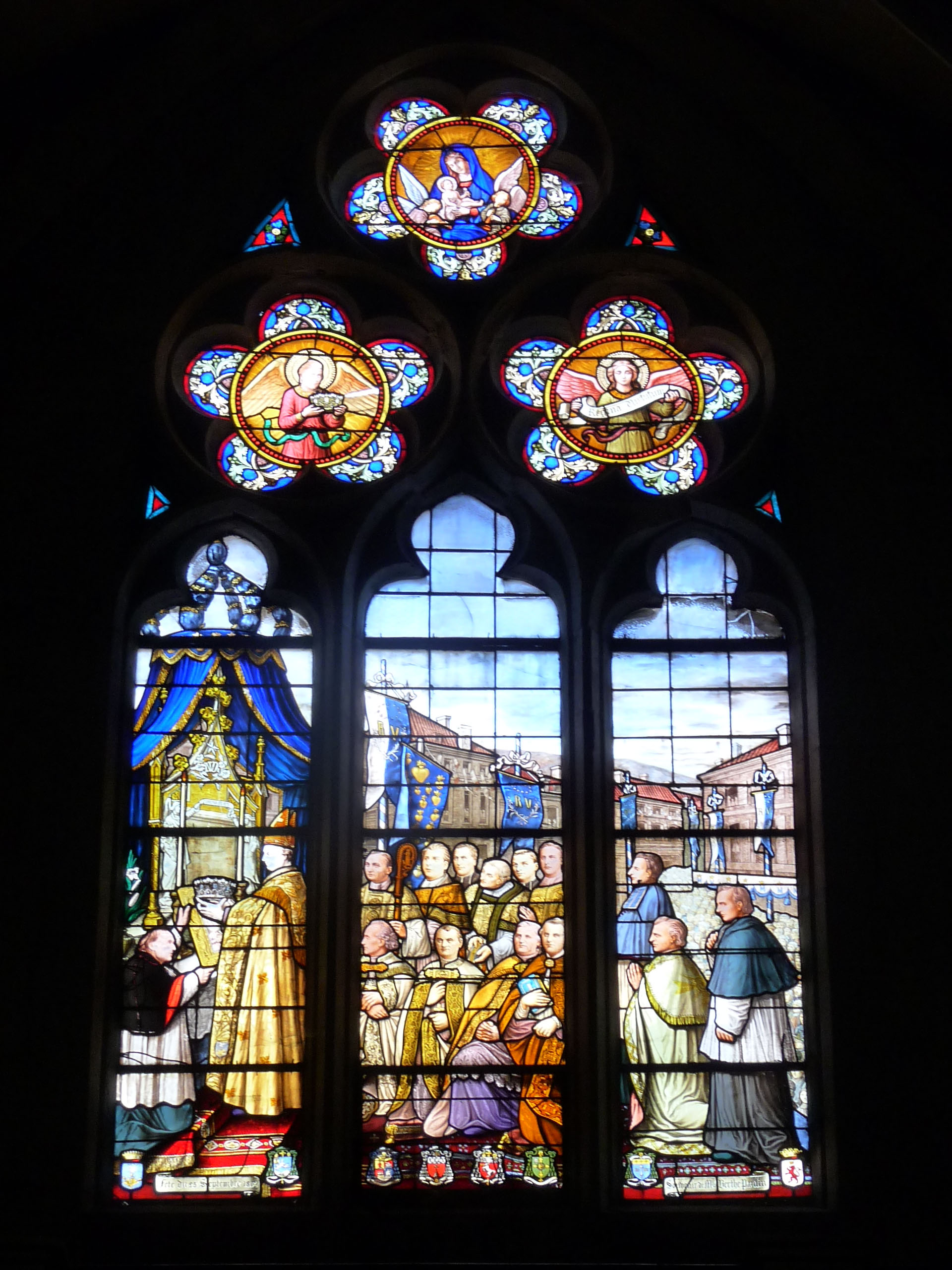
Vitrail.